# Robert Rodallega
Robert Rodallega (18 novembre 1969) è un ex calciatore venezuelano, di ruolo centrocampista.